# IJsbaan Nieuw-Buinen
De ijsbaan Nieuw-Buinen is een skeeler- en ijsbaan in Nieuw-Buinen in de provincie Drenthe. De baan ligt op 7 meter boven zeeniveau. De ijsbaan is 333,33m lang en 10 meter breed. In de zomer wordt de baan gebruikt om te skeeleren en in de winter wordt bij voldoende vorst de baan geprepareerd tot natuurijsbaan. De ijsbaan is op 3 november 2018 geopend. De ijsbaan is een kopie van de ijsbaan in Noordlaren. Het middendeel dient in de zomerperiode als parkeergelegenheid.

## Aanleg
Op het voormalige braakliggende terrein aan het Zuiderdiep, waar in het verleden het kloppend hart van de plaatselijke glasindustrie lag, is men op 3 november 2018 begonnen met de aanleg van een 333,33 meter lang en tien meter breed geasfalteerde ovaal met toegangsweg en 120 parkeerplaatsen. De totale kosten bedroegen 210.000 euro. De baan voldoet met aan de eisen van NOCNSF.

## Achtergrond plan
Het plan voor de aanleg van de baan en het omliggende terrein tot een multifunctioneel park werd als gezamenlijk inwonerinitiatief uitgewerkt. IJsclub, verenigingen, scholen, kerk en Dorpsbelangen maakten zich sterk voor de realisatie van het plan. Op het omringende terrein komt een themapark over de historische glasindustrie, een verwijzing naar de twee glasfabrieken die ooit op deze plek waren gevestigd.

## Cittaslow-prijs
Op 7 december 2018 heeft het bestuur van de ijsclub van Nieuw-Buinen de Cittaslow-prijs voor best practice mogen ontvangen van burgemeester Jan Seton van gemeente Borger-Odoorn. De gemeente Borger-Odoorn kreeg de prijs eerder in 2018 op de internationale ‘contest for best practices’ voor Cittaslow gemeenten. Als voorbeeld van bijzondere ontwikkelingen die vanuit de gemeenschap worden opgepakt en uitgevoerd. De prijs werd toegekend aan de ijsbaan in Nieuw-Buinen voor de categorie sociale cohesie. 
Op 7 december 2018 kreeg de ijsclub van Nieuw-Buinen ook de mededeling van de marathoncoördinator van de KNSB Willem Hut, dat de ijsbaan vanaf het seizoen 2018-2019 officieel mag meestrijden voor de organisatie van de eerste marathon op natuurijs. De overige ijsbanen die meedingen zijn: Haaksbergen, Veenoord/Nieuw-Amsterdam, Noordlaren en Arnhem. Vanaf het seizoen 2019-2020 zal ook de ijsbaan van Puttershoek meedingen.
Niet-erkende ijsbanen